# Iglesia y Convento de la Inmaculada Concepción
Iglesia y Convento de la Inmaculada Concepción, también conocido como Monasterio de la Inmaculada Concepción. es un complejo religioso que se erige en el centro histórico de Quito, al lado del Palacio de Carondelet, sede del Poder Ejecutivo de Ecuador. Es conocido por ser el primer convento femenino de este país y por haber sido el lugar donde se realizó la aparición de Nuestra Señora del Buen Suceso a la fundadora del convento Mariana de Jesús Torres, donde presentaría una serie de profecías que debían descubrirse en el siglo XX acerca del futuro de la iglesia y el mundo en general, y de la República de Ecuador en particular. Fue fundado a principios de 1577

## Historia

### Aprobación y fundación

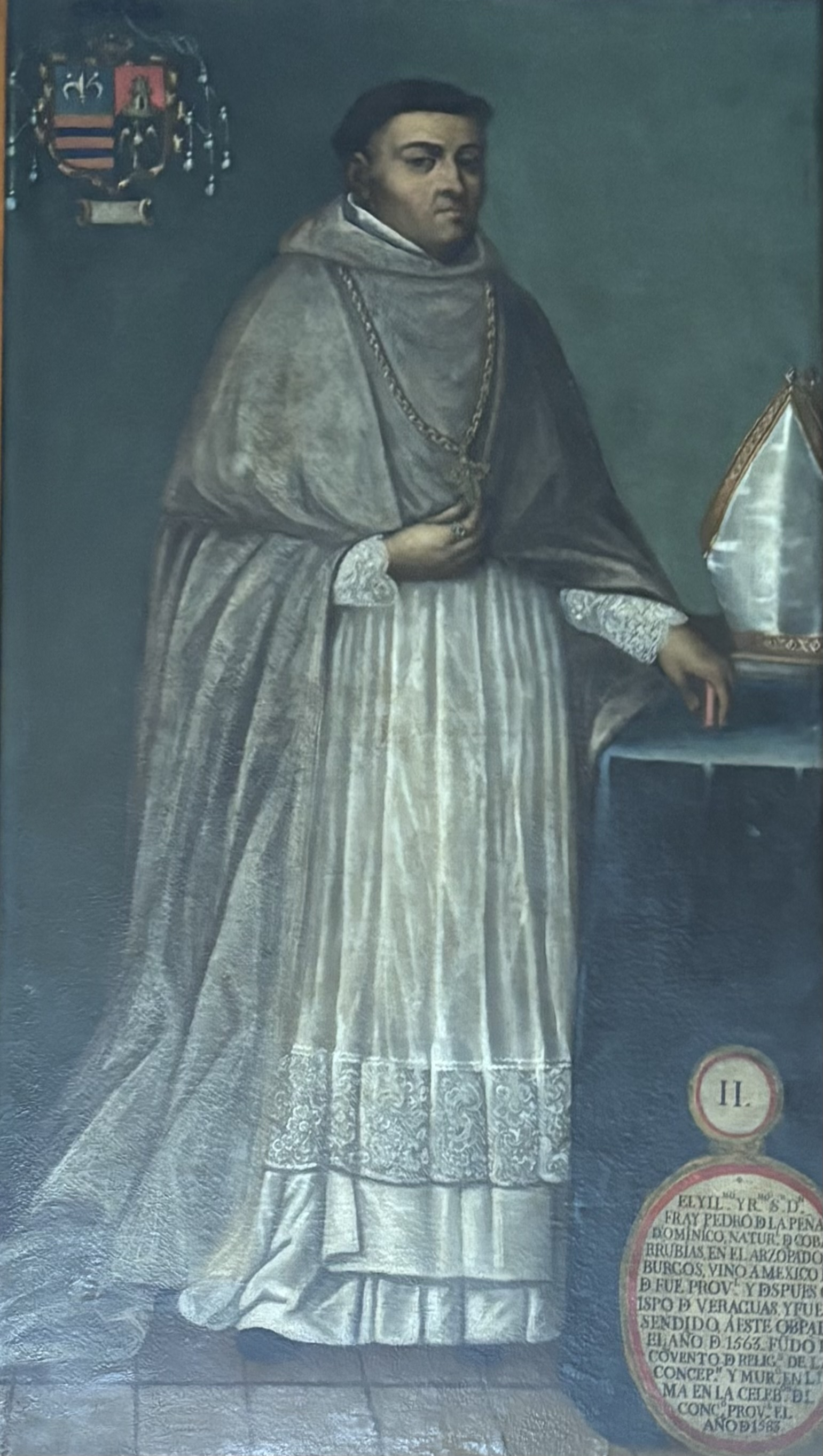
Pedro de la Peña

Para la construcción a su vez se realizaron varios esfuerzos para su financiamiento. Es destacable la donación de Juan Yáñez quien a su muerte dejaría tres mil pesos de plata para iniciar la obra. A él se sumó el presidente interino de la Real Audiencia de Quito Pedro García de Valverde quien empezó una campaña para recaudar fondos que complementaron la donación para empezar la construcción. El sitio de la fundación fue determinado gracias a las acciones de fray Pedro de la Peña, quien fuera el segundo Obispo de Quito. 
La construcción tuvo interrupciones pero continuó el proyecto hasta que el 13 de enero de 1577 que se tramitaría la licencia del Ordinario, según consta en la información oficial por carta de la Audiencia al Rey Felipe II:

Dos días ha, entraron [al Monasterio] trece, once doncellas y dos viudas, mujeres principales y todas hijas de buenos con mucho contento de esta tierra por ver comenzado un remedio de doncellas pobres y puerta abierta para que en esta casa se alabe y sirva a Dios.
Acta fundacional

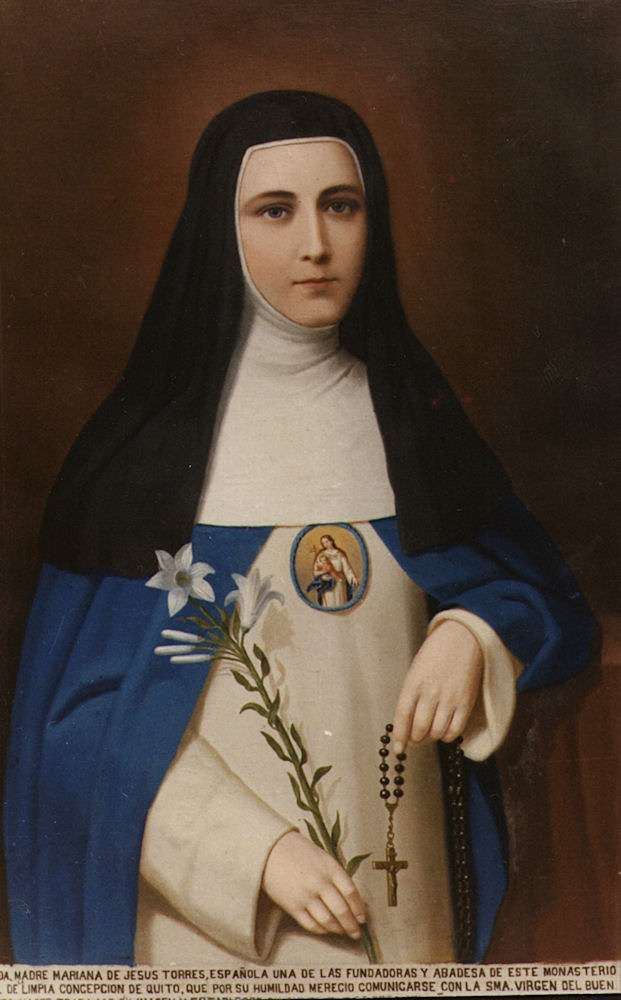
Mariana de Jesús Torres y Berriochoa

Una vez hecho esto las hermanas conceptas de la Inmaculada empezarían a construir el edificio en 1620 sobre las antiguas estructura de adobe con la que levantaron su iglesia provisional. Esto tardaría veinte años cuando en 1640 sería incorporada la iglesia al convento que incluía los claustros, el coro y la capilla. En la fundación del monasterio destacan las religiosas, cuyos restos físicos descansan en el monasterio:
- María de Taboada
- Catalina Rodríguez
- Francisca Xaramillo
- Mariana de Jesús Torres
- Aldonza de Castañeda
- Lucía Xaramillo
- María Rodríguez

### Construcción

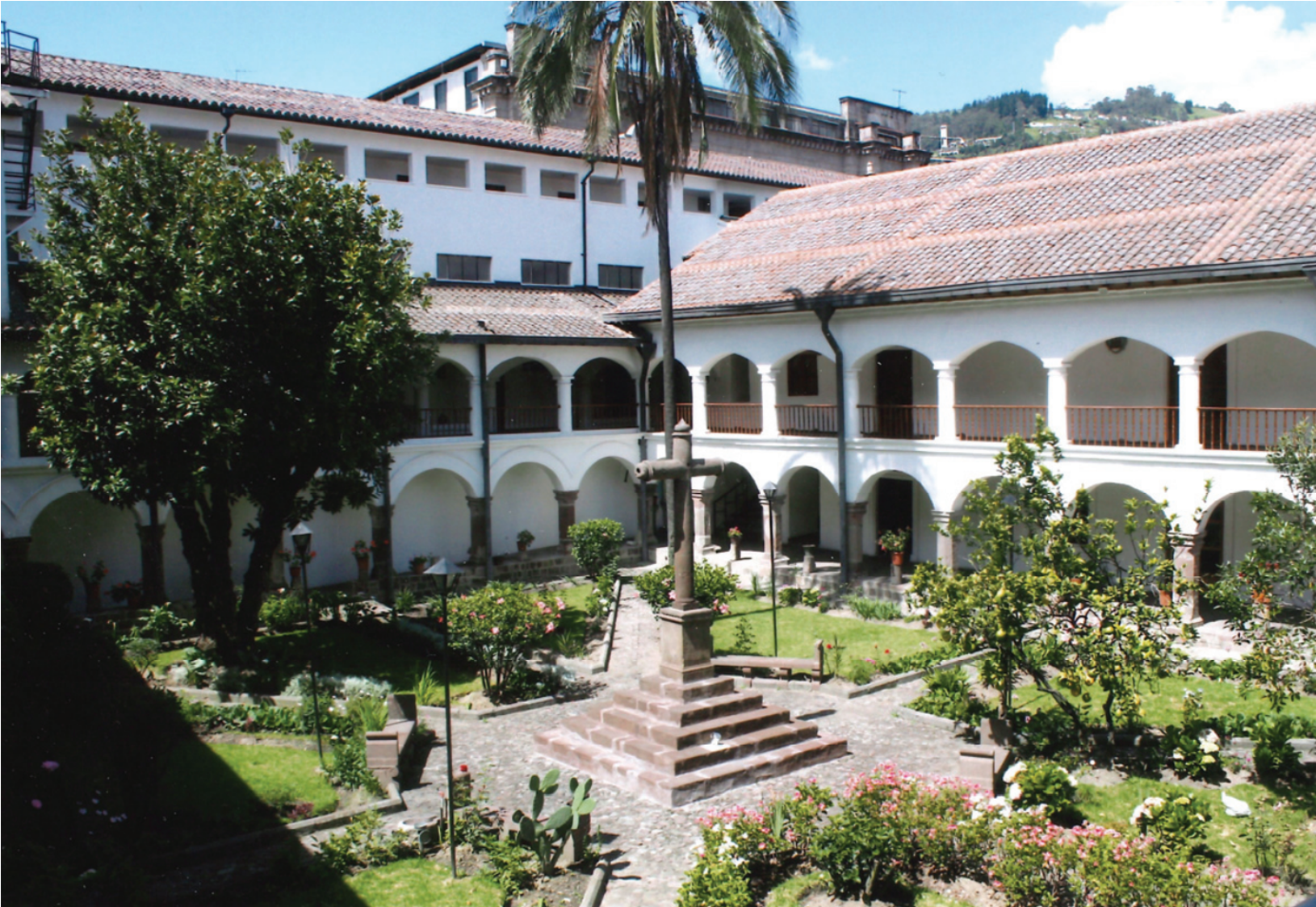
Patio interior del convento de la Inmaculada Concepción de Quito

El altar mayor es el lugar donde se encuentra la imagen de la Nuestra Señora del Buen Suceso. Es a su vez acompañado por tres capillas distintas, a saber: la capilla de la Sagrada Familia y la de Cristo Rey, la Capilla del Calvario y de San Francisco, y las Capillas de Santa Teresa y la de Santa Inés. A esto se suma el retablo de La Dolorosa y de Santa Mariana de Jesús, así como la hornacina de Santa Liberata. Además, el púlpito de la iglesia es uno de los más antiguos de Ecuador.

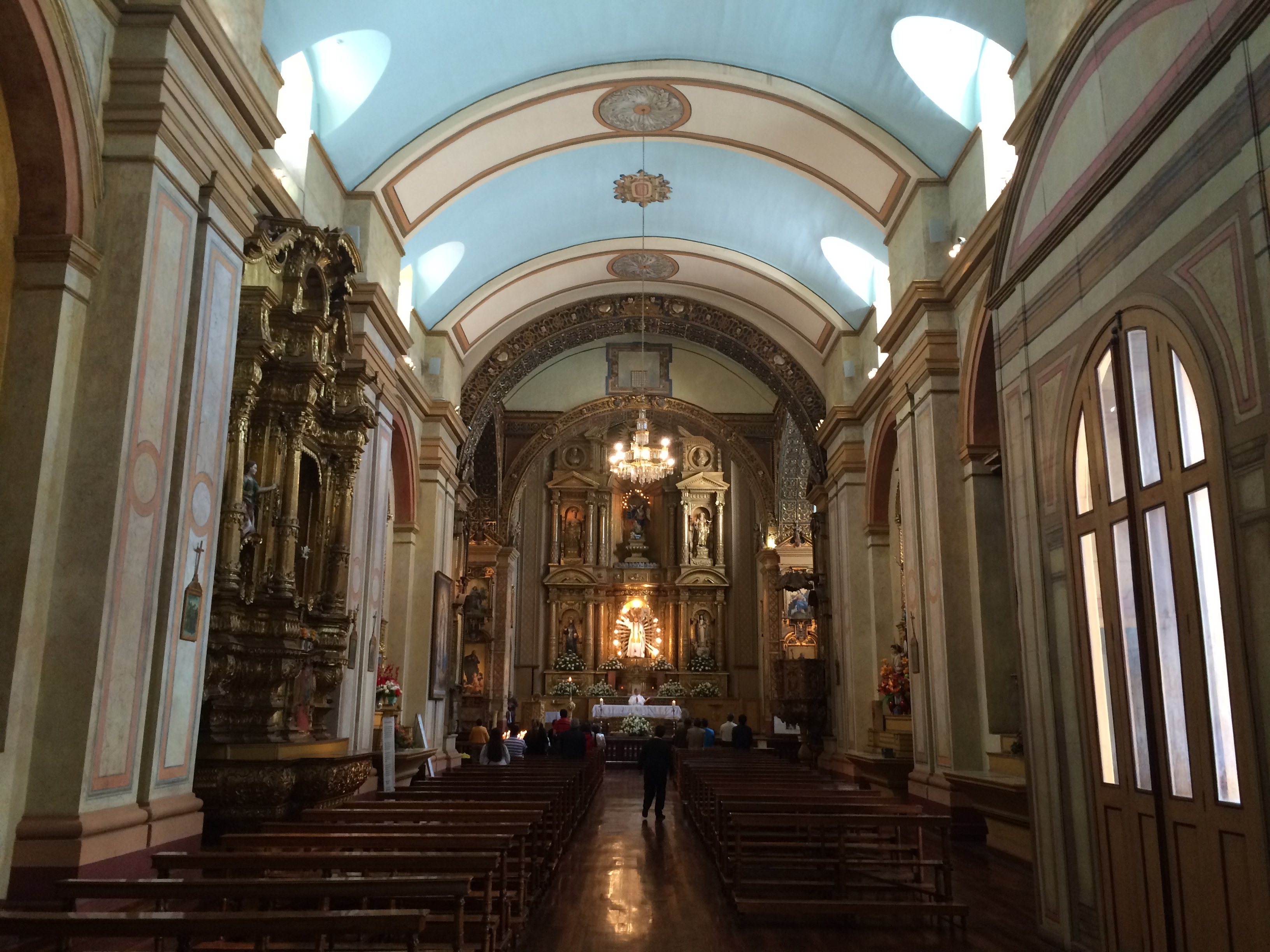
Interior de la iglesia monacal.

Este convento es considerado la cabeza del ramillete de monasterios femeninos que existen en Quito como son el monasterio dominico de Santa Catalina de Siena fundado en 1596, el monasterio de las Clarisas de Santa Clara de Asís fundado en 1596, el monasterio de las Carmelitas de Carmen Alto creado en 1653, el monasterio de las Carmelitas de Carmen Bajo terminado en 1698 y por último el monasterio de las Hermanas Agustinas de la Encarnación de San Juan fundado en la etapa republicana en 1877.
El Convento de la Purísima Concepción está ubicado en la calle García Moreno y Chile, en la esquina noroeste de la Plaza Grande en el centro histórico de Quito. Es considerado el monasterio más antiguo de Ecuador.
Fue descrito por Diego Rodríguez Docampo en 1650:

La iglesia de este religioso convento es excelente, de cal y canto, coro muy curioso, rejería de hierro con dos tribunas doradas a los lados, retablo en el altar mayor, con sagrario rico y otros altares particulares […]; el techo de esta iglesia es de cedro, curiosamente labrado y dorado
Diego Rodríguez

### El convento durante la Revolución Liberal
Se vivieron algunos cambios entre la relación de la iglesia y el estado durante la Revolución liberal de Ecuador. En concreto este convento vivió la amenaza de la supresión de los centros de clausura bajo la presidencia de Leonidas Plaza. El hecho es narrado de la siguiente manera:

Asesinado el presidente García Moreno en 1875, sube al poder el partido liberal, que propiciaría una serie de convulsiones sociales, que se agudizaron tras la revolución de Eloy Alfaro, en 1895. Fue, sin embargo, con la presidencia de Leonidas Plaza, al comenzar el siglo XX, cuando el problema se hizo más grave, con la amenaza de suprimir los conventos de clausura. En 1903, hubo una orden del Sr. Plaza para sacar a las conceptas de su comunidad y ocupar el monasterio48, orden que no se llevó a cabo. Los sobresaltos siguen y en 1904, el gobierno promulgó la ley de cultos, con el cual se lleva cabo la expropiación de los bienes de los religiosos. Las monjas experimentaron la mayor situación de pobreza
Primer monasterio de religiosas contemplativas en El Ecuador

## Aparición de Nuestra Señora del Buen Suceso

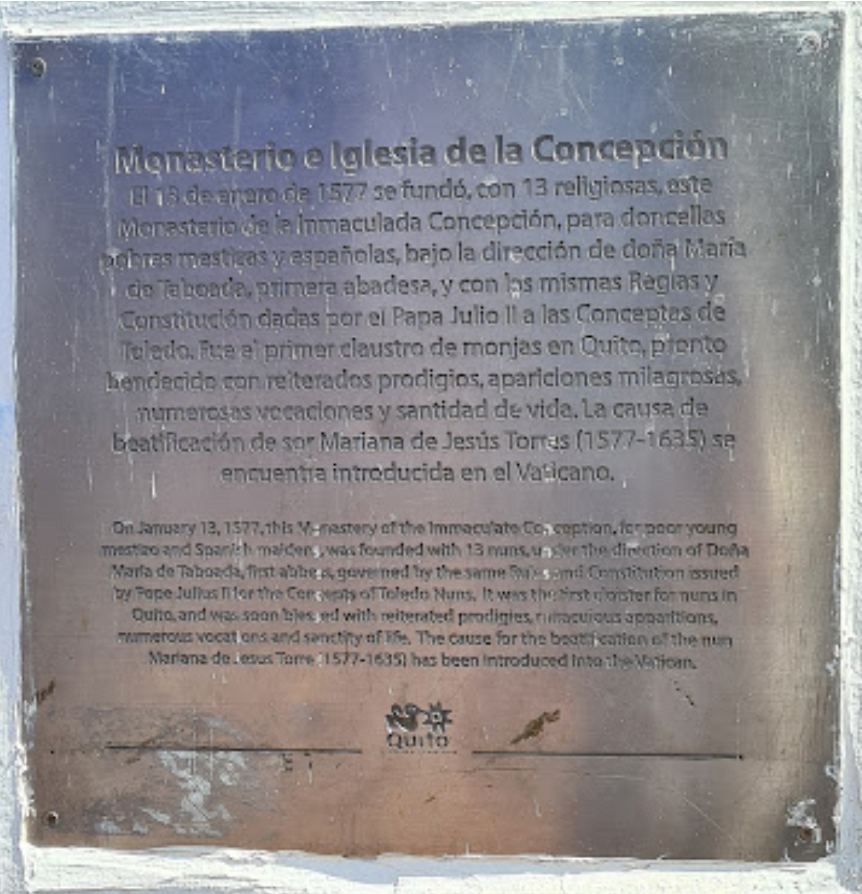
Placa de la Iglesia de la Inmaculada Concepción

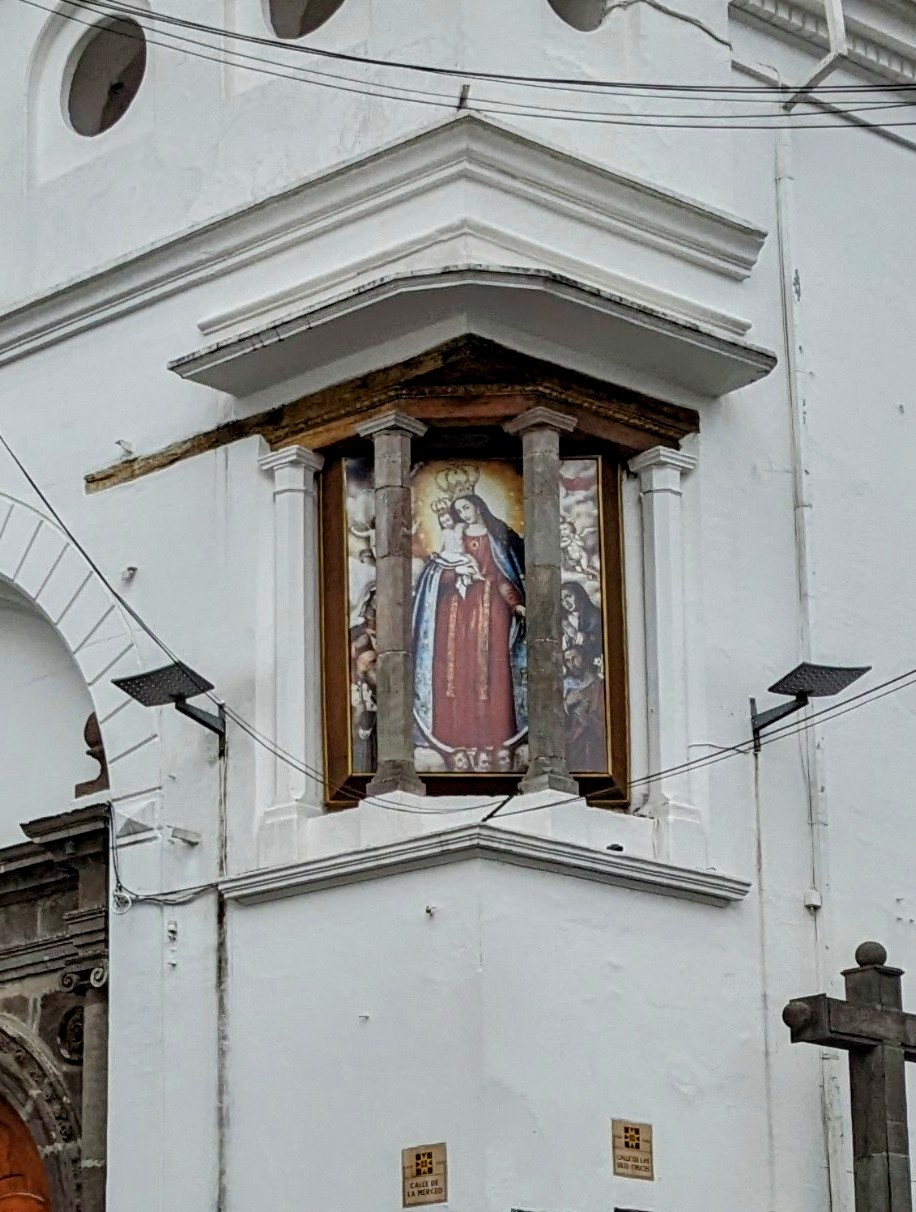
Pintura de Nuestra Señora del Buen Suceso afuera del Convento

Más allá de la primacía temporal de este convento por sobre el resto en Ecuador, la importancia de este lugar viene principalmente por la aparición de Nuestra Señora del Buen Suceso a una de las fundadoras Mariana de Jesús Torres. Las profecías de la Virgen serían redescubiertas en el siglo XX, aprobadas por la iglesia y difundidas desde entonces debido a su relevancia.
Al momento existe una causa de beatificación para Mariana de Jesús Torres. Además, tres veces al año se muestra la imagen de Nuestra Señora del Buen Suceso para conmemorar el hecho de la aparición de la Virgen y el recordatorio de las profecías que se le atribuyen. En la pared del convento existe además una placa que la recuerda como el primer monasterio de Quito, con su fecha de fundación, así como una descripción de los hechos sucedidos en su interior que destaca la importancia para la historia de la iglesia católica.  